# 椒鸣
椒鸣（?—?），又稱伍鸣，中国春秋时期楚国大臣，椒举（伍举）的儿子，伍奢的兄弟，伍子胥的伯父。 
前547年，伍举因为是申公王子牟的女婿出逃郑国，还想去晋国。蔡国大夫公孙归生（声子）和伍举关系好，出使完晋国，又出使楚国。楚国令尹屈建问他，晋国的卿大夫比楚国如何。声子说晋卿不及楚，晋大夫都是卿的材料。并且说，“虽楚有材，晋实用之”（楚材晋用）。说楚国的人才都流落到晋国，帮助晋国对付楚国。还举了的析公、雍子、巫臣、苗贲皇例子，说如果和伍举帮助晋国，楚国就危险了。屈建和楚康王于是同意召伍举回国，声子派伍举的儿子椒鸣去接回了伍举。